# Mauenheim (Kolonia)
Mauenheim, Köln-Mauenheim — dzielnica miasta Kolonia w Niemczech, w okręgu administracyjnym Nippes, w kraju związkowym Nadrenia Północna-Westfalia, na lewym brzegu Renu. 